# 市尾宮塚古墳
市尾宮塚古墳（いちおみやづかこふん/いちおみやつかこふん）は、奈良県高市郡高取町市尾にある古墳。形状は前方後円墳。市尾墓山古墳と合わせて国の史跡に指定されている。

## 概要
奈良盆地南縁、竜門山塊から北に延びる尾根から紀路を挟んだ独立丘陵上（標高106メートル）に築造された古墳である。現在は丘陵上に天満神社が所在し、丘陵の北東には市尾墓山古墳がある。1893年（明治26年）頃に一部発掘されて副葬品が出土しているほか、1975年（昭和50年）以降に調査が実施されている。
墳形は前方後円形で、前方部を北東方向に向ける。墳丘は2段築成。埋葬施設は後円部中央における両袖式の横穴式石室で、北北西方向に開口する。石室全長11.6メートルを測る大型石室で、石室内に凝灰岩製の刳抜式家形石棺を据えるほか、追葬時の木棺跡が認められる。石室内の調査では、副葬品として銀装龍文捩り環頭大刀・金銅装環頭大刀・装身具・馬具・須恵器など多数の副葬品が検出されている。
築造時期は、古墳時代後期の6世紀前半（または6世紀中葉）頃と推定され、市尾墓山古墳に後続する首長墓に位置づけられる。周辺では水泥古墳・巨勢寺塔跡などの重要遺跡が分布することから、市尾墓山古墳ととともに巨勢氏との関連が指摘される。
古墳域は1981年（昭和56年）に市尾墓山古墳と合わせて国の史跡に指定されている。現在では石室内への立ち入りは制限されている。

## 遺跡歴
- 1893年（明治26年）頃、一部発掘。副葬品出土（現在は在不明）[6]。
- 1975・1978年（昭和50・53年）、墳丘測量・石室実測調査（奈良県立橿原考古学研究所・高取町教育委員会、1984年に報告書刊行）[3]。
- 1981年（昭和56年）3月31日、国の史跡に指定[5]。
- 1997年（平成9年）、石室清掃調査（高取町教育委員会、2018年に報告書刊行）[4]。

## 墳丘

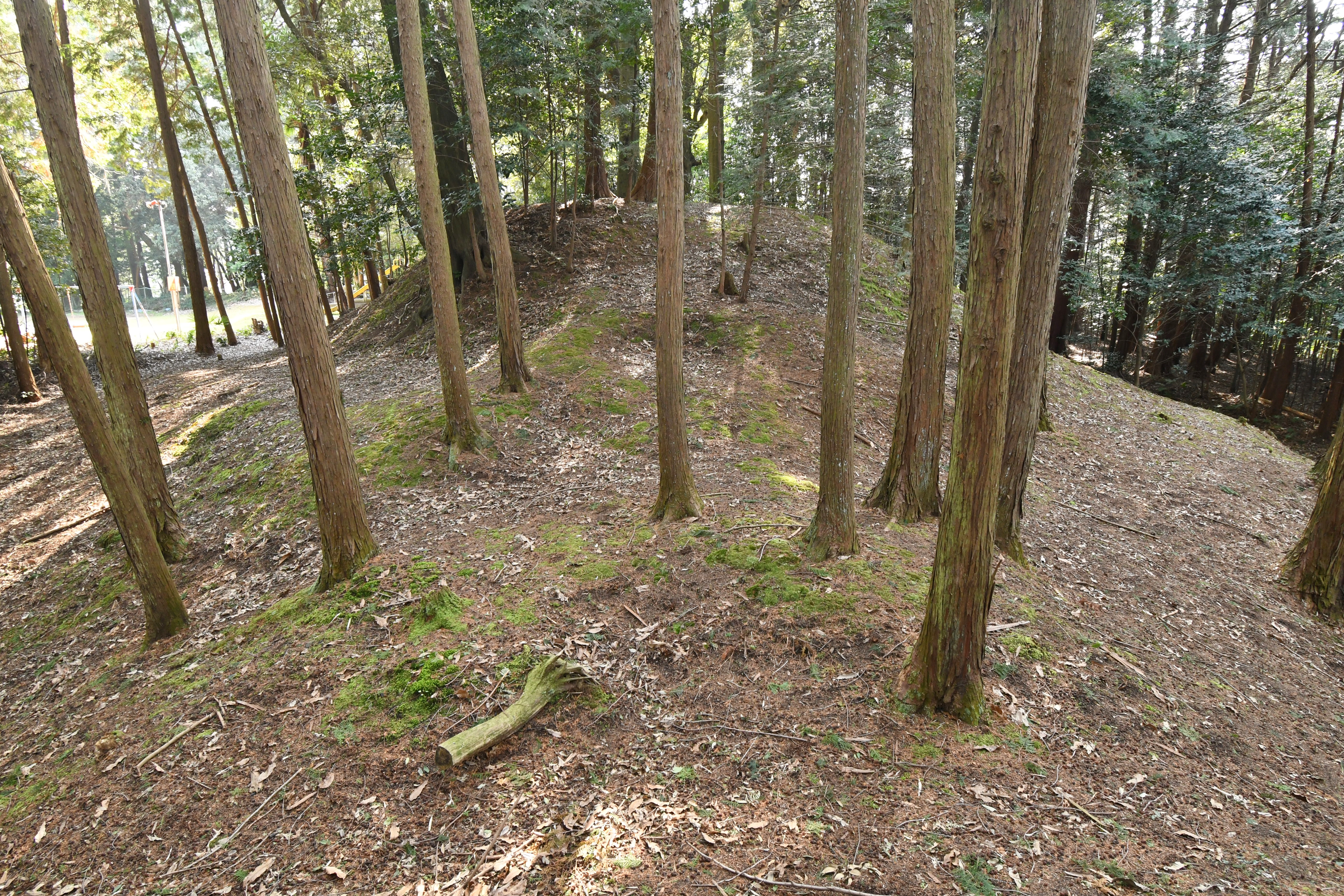
前方部から後円部を望む
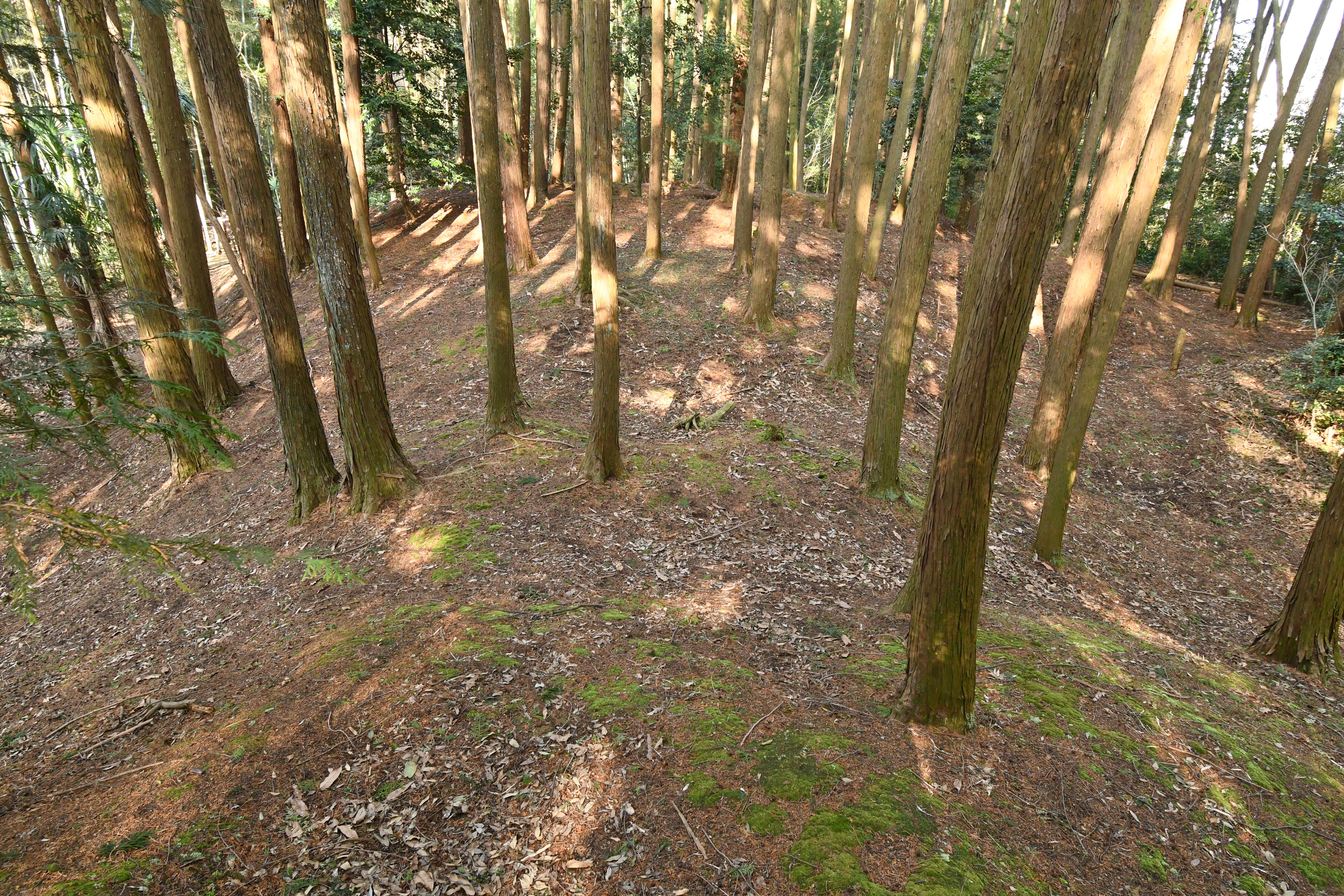
後円部から前方部を望む

墳丘の規模は次の通り。
- 墳丘長：47メートル
- 後円部 - 2段築成。
  - 直径：28メートル
  - 高さ：6メートル
- 前方部 - 2段築成。
  - 幅：22メートル
  - 高さ：4メートル

- 前方部から後円部を望む
- 後円部から前方部を望む

## 埋葬施設

石室俯瞰図

石室展開図

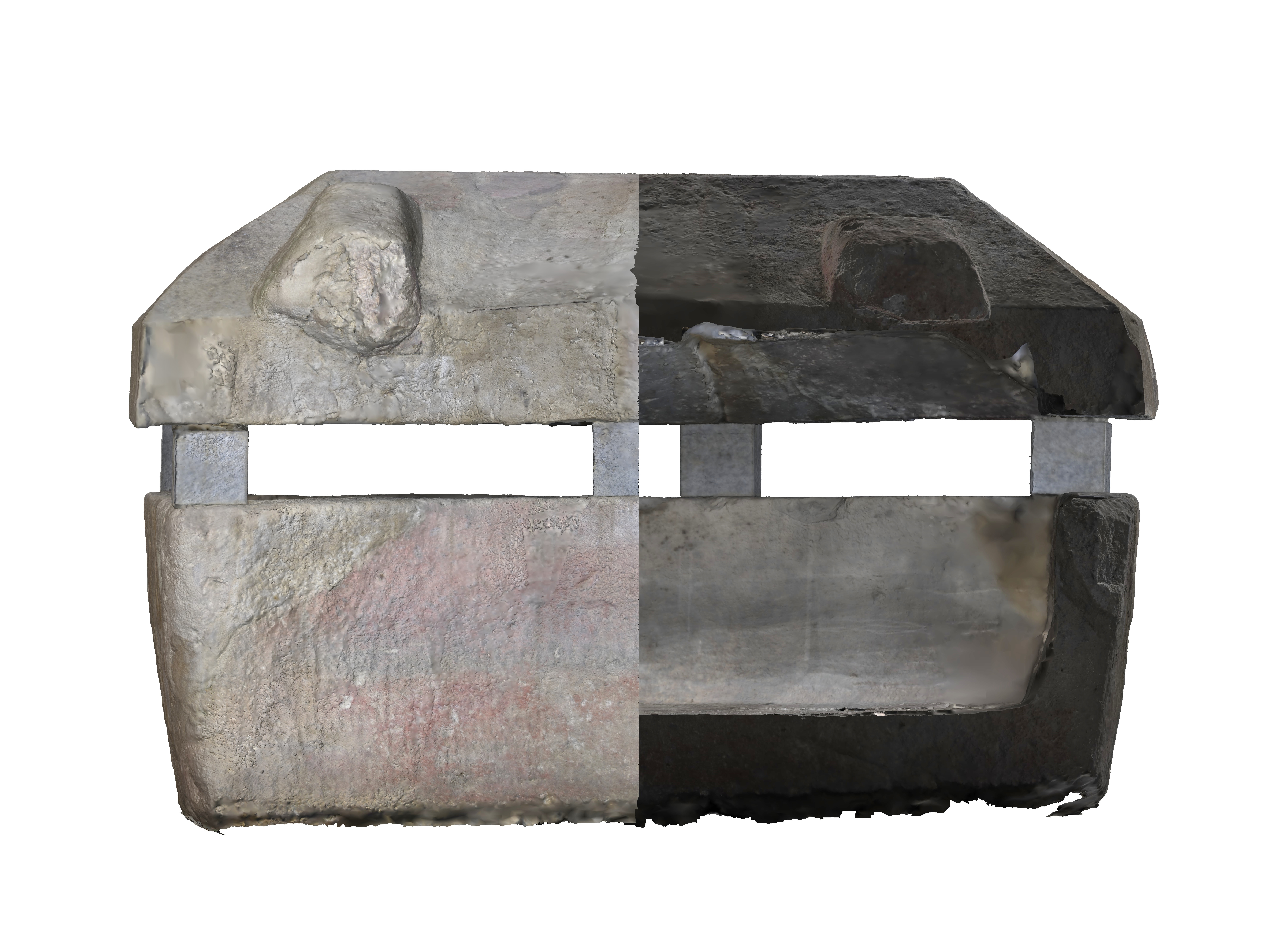
石棺立断面図

埋葬施設としては後円部中央において両袖式横穴式石室が構築されており、北北西方向に開口する。石室の規模は次の通り。
- 石室全長：11.6メートル
- 玄室：長さ6.2メートル、幅2.5メートル、高さ3メートル
- 羨道：長さ5.4メートル、幅1.5メートル、高さ1.8メートル

石室の石材は花崗岩の自然石。玄室の平面形は長方形で、床面には小礫を敷く。また壁面に沿って石組みの排水溝が認められる。天井石は、玄室では4枚、羨道では3枚。
玄室内には凝灰岩製の刳抜式家形石棺が据えられる。大きく破壊されているが、蓋石は長さ1.86メートル・幅1.21メートル・高さ0.48メートルを測り、前後1対・左右2対の縄掛突起6個を付す。石棺の外面には赤色顔料が塗布される。また石棺の前面には追葬時の木棺跡が認められる。

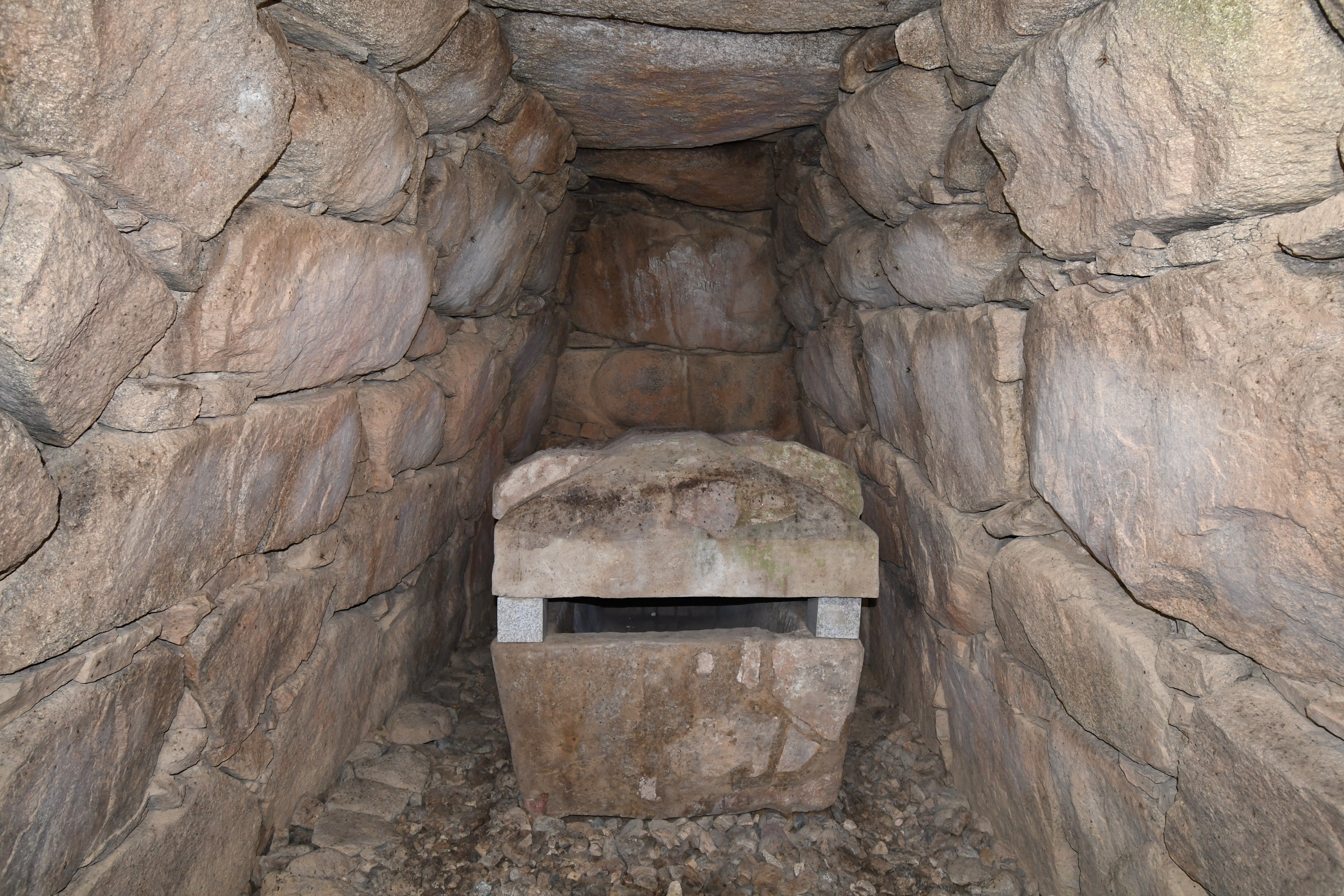
玄室（奥壁方向）
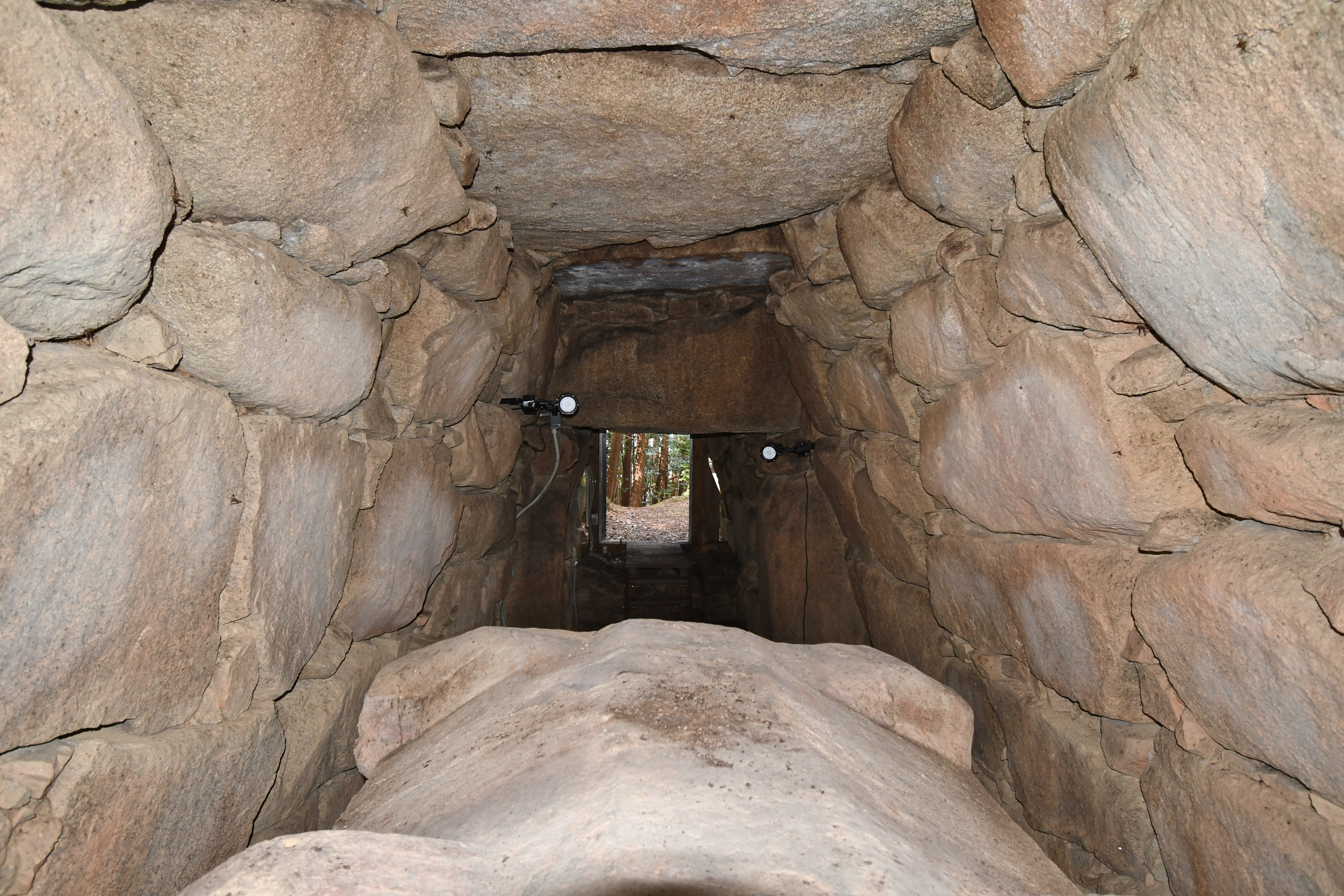
玄室（開口部方向）
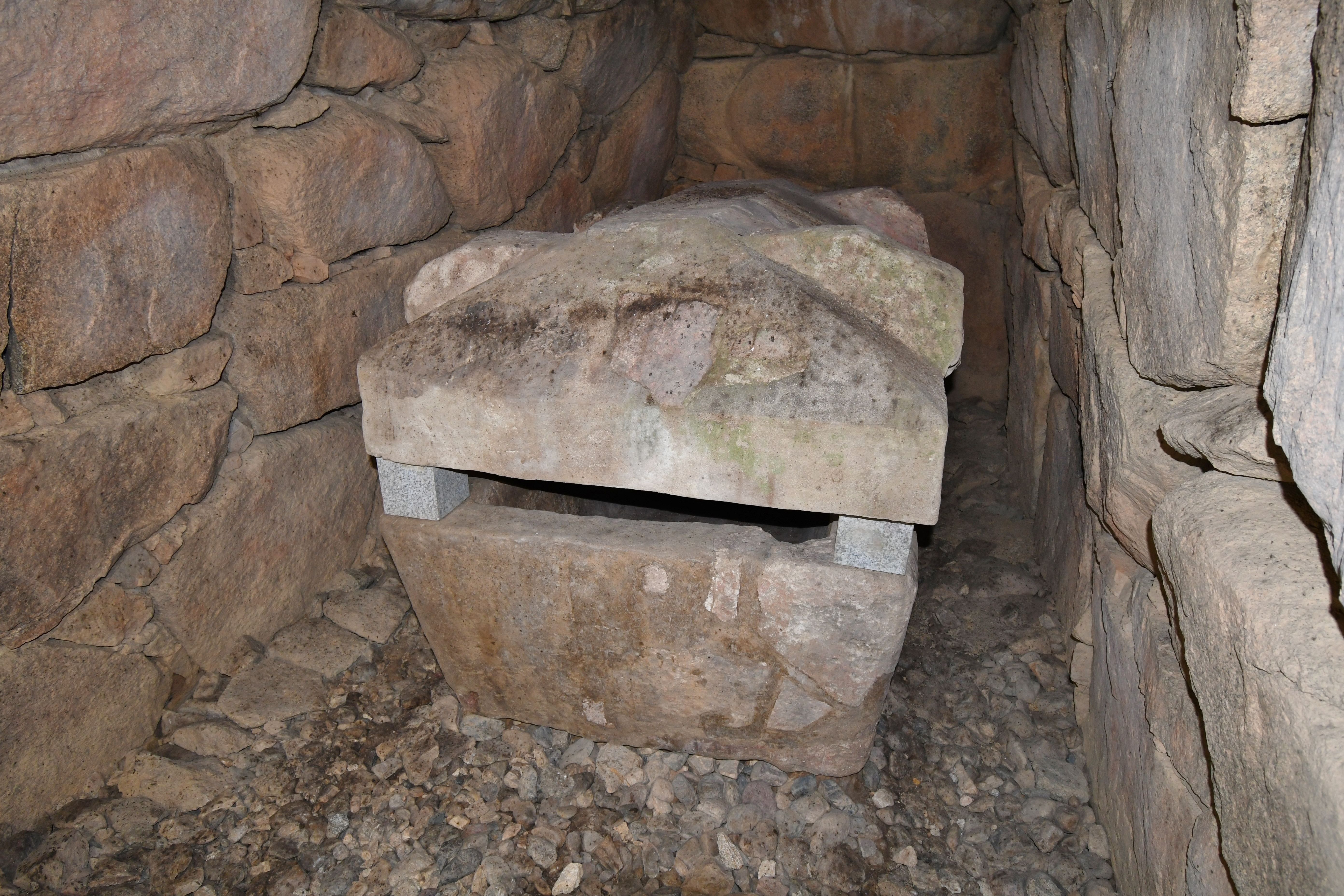
玄室の家形石棺
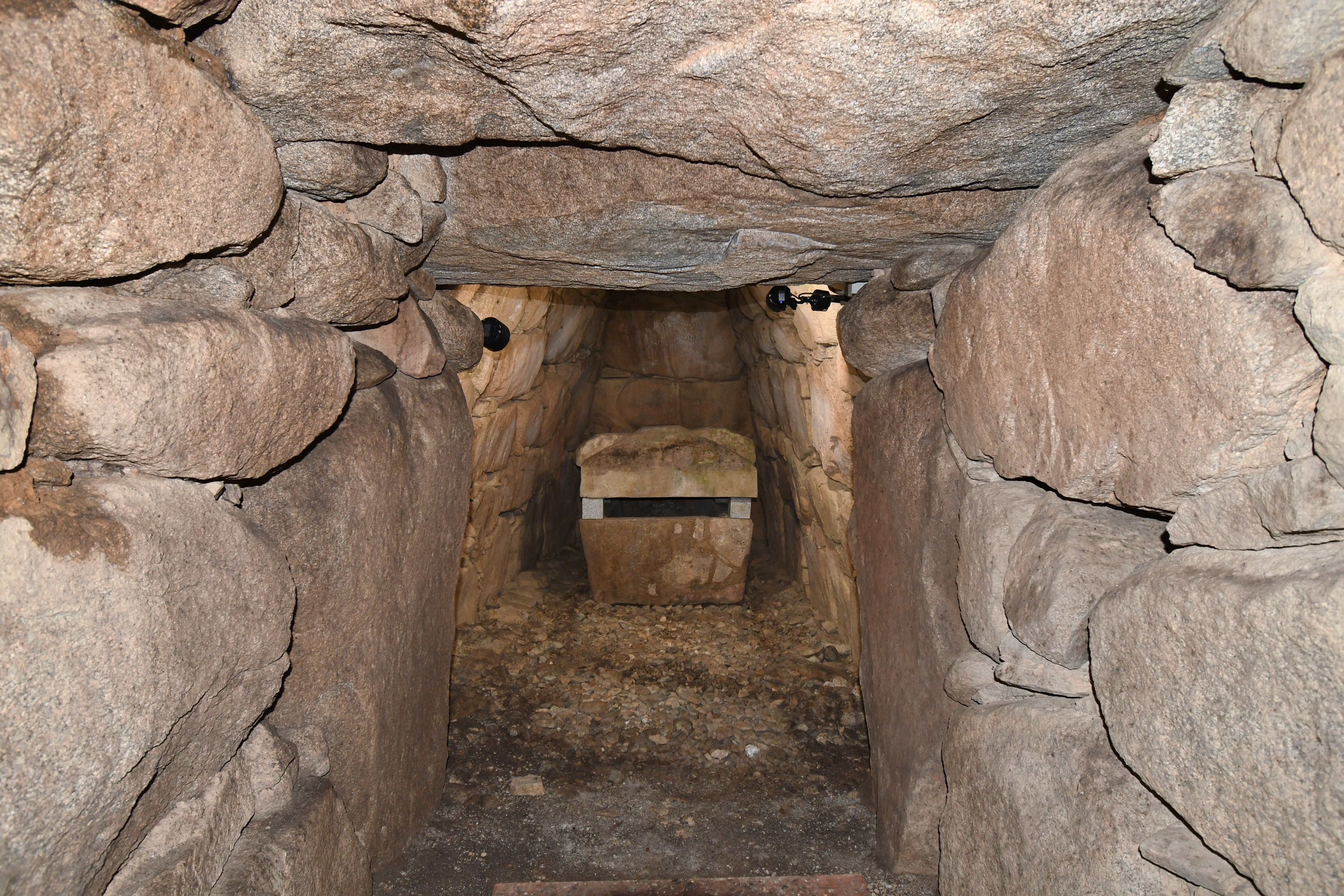
羨道（玄室方向）
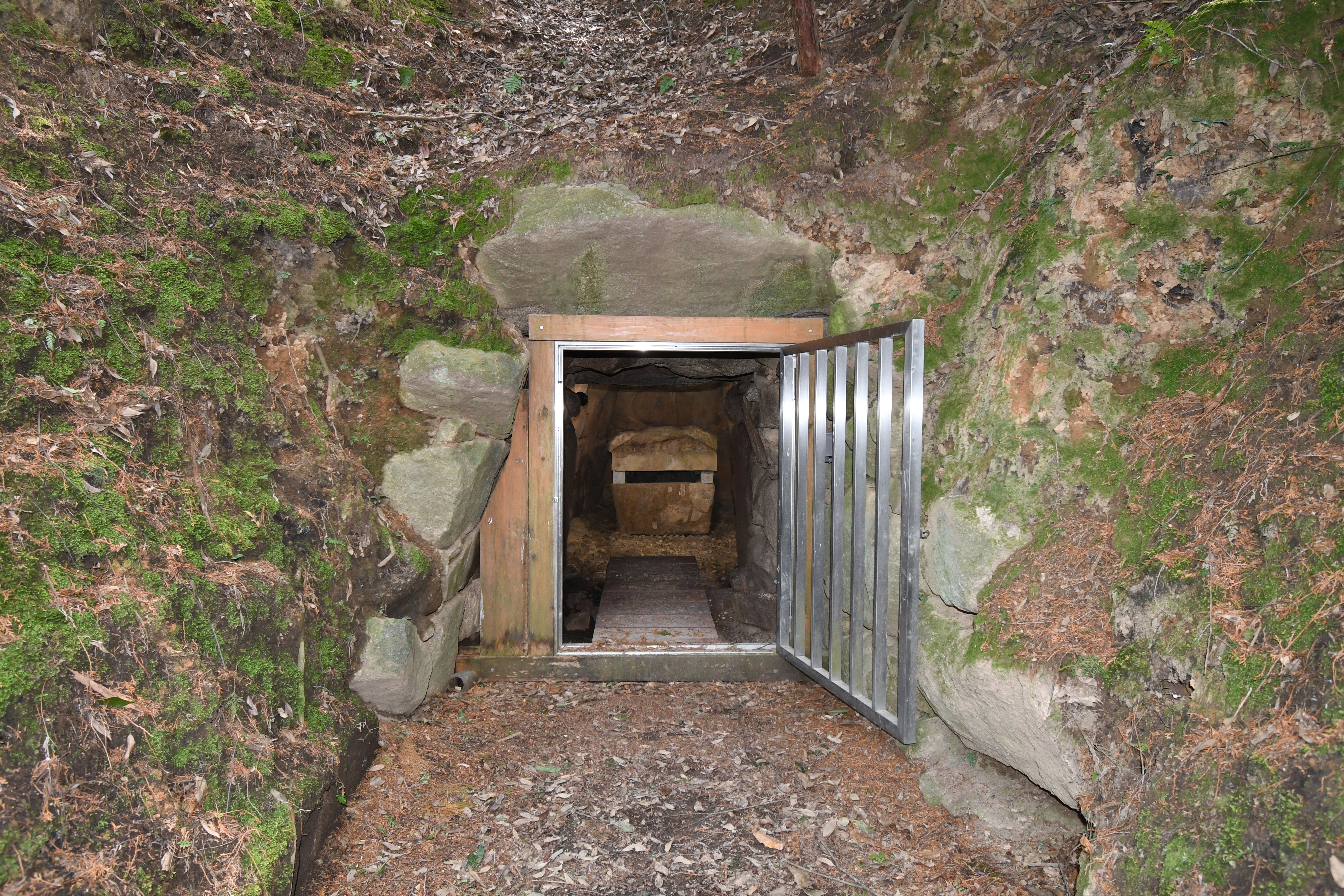
開口部
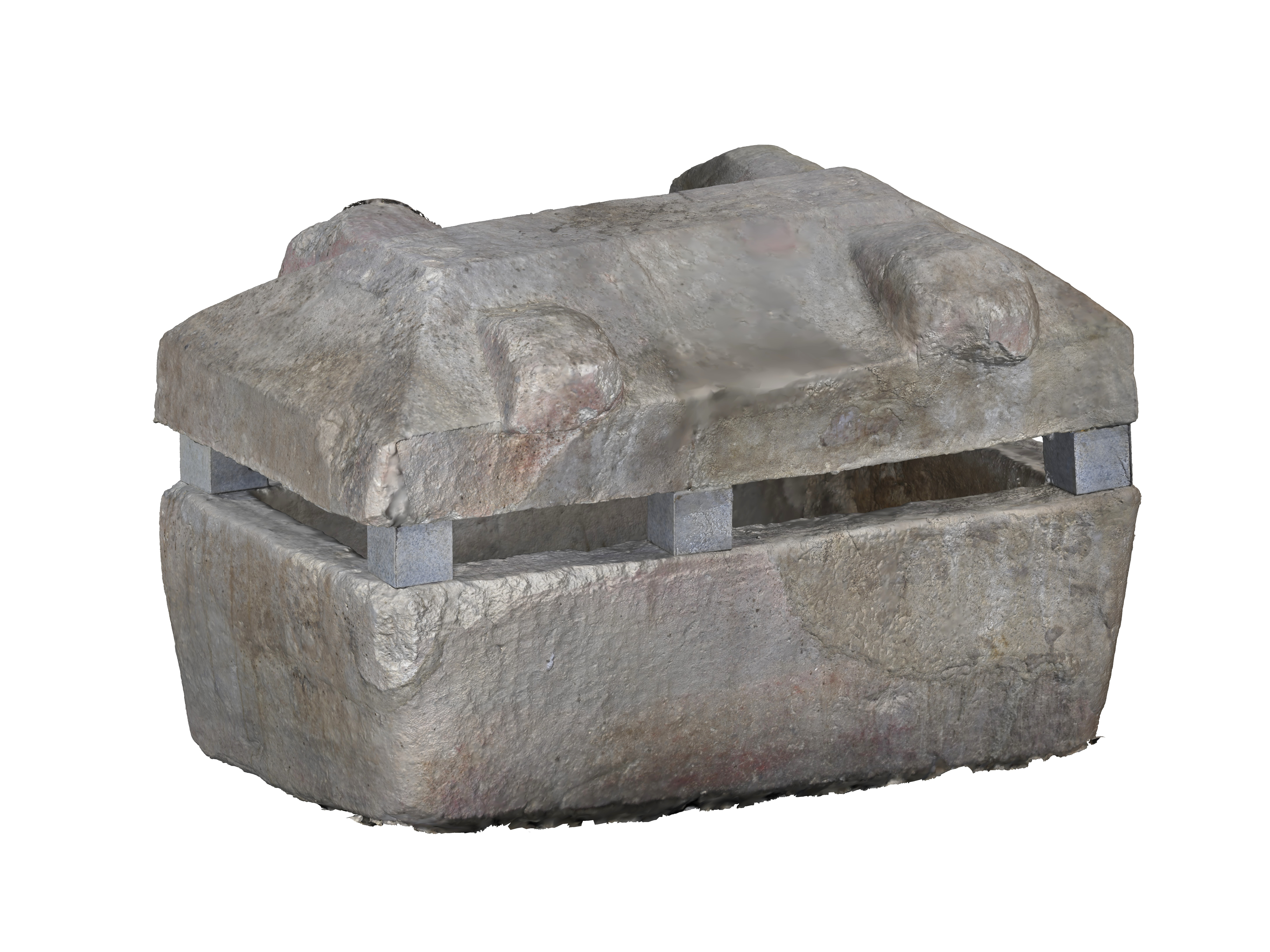
石棺俯瞰図
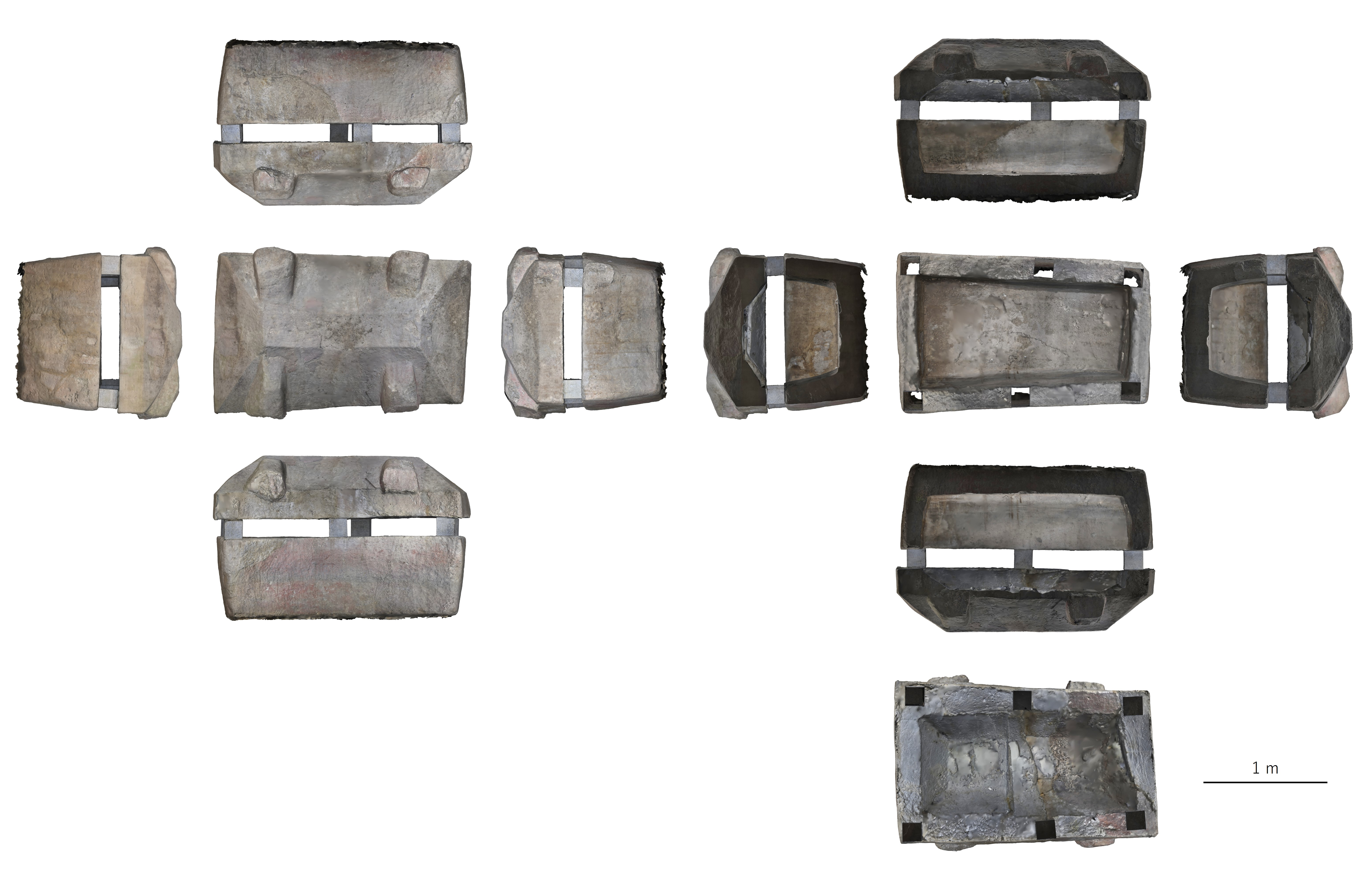
石棺展開図

## 出土品
石室内の調査で検出された副葬品は次の通り。
- 銀装龍文捩り環頭大刀
- 金銅装環頭大刀
- 刀子
- 水晶製三輪玉
- 小札
- 鉄鏃
- 弓金具
- 金銅装杏葉
- 鞍縁金具
- 金銅装辻金具
- 金銀の歩揺
- 金鈴
- 金銅装耳環
- 水晶製切子玉
- 銀装空玉
- ガラス製トンボ玉
- 須恵器 - TK10型式期。

## 文化財

### 国の史跡
- 市尾墓山古墳・宮塚古墳 - 1981年（昭和56年）3月31日指定[5]。

## 関連文献
（記事執筆に使用していない関連文献）
- 『国指定史跡 市尾宮塚古墳発掘調査報告書（高取町文化財調査報告 第42冊）』高取町教育委員会、2018年。